# Pottiopsis caespitosa
Pottiopsis caespitosa là một loài Rêu trong họ Pottiaceae. Loài này được (Bruch) Blockeel & A.J.E. Sm. miêu tả khoa học đầu tiên năm 1998.